# Панаев, Борис Аркадьевич
Борис Аркадьевич Панаев (1878 — 1914) — ротмистр 12-го гусарского Ахтырского полка, герой Первой мировой войны.

## Биография
Из потомственных дворян Казанской губернии. Старший сын полковника Аркадия Александровича Панаева (1821—1889) и жены его Веры Николаевны Одинцовой (ум. 1923). Младшие братья Гурий и Лев — также офицеры-ахтырцы, георгиевские кавалеры.
Окончил 2-й кадетский корпус (1896) и Николаевское кавалерийское училище (1898), откуда выпущен был корнетом в 36-й драгунский Ахтырский полк. Произведен в поручики 15 марта 1902 года.
С началом русско-японской войны, 4 июня 1904 года переведен в Отдельный корпус пограничной стражи. Служил в 1-м Заамурском конном полку, был дважды ранен, за боевые отличия награжден четырьмя орденами. По окончании войны 12 января 1906 года переведен обратно в 36-й драгунский Ахтырский полк, 1 сентября того же года произведен в штабс-ротмистры. В 1909 году окончил Офицерскую кавалерийскую школу. 9 февраля 1913 года произведен в ротмистры.
Позднее в 1913 году был назначен командиром 2-го эскадрона ахтырских гусар, в рядах которых и вступил в Первую мировую войну. Удостоен ордена Св. Георгия 4-й степени
За то, что 15 августа 1914 года в деле под с. Демня бросился со своим эскадроном на выходившую из деревни бригаду кавалерии противника, подходя к которой был первый раз ранен в ногу, но продолжал вести эскадрон. Ворвался за противником в деревню и прошел ее справа по три. Прорвался под сильным фланговым огнем через мост и загражденную плотину. Выйдя из деревни и, будучи вторично ранен в живот, продолжал по крутому подъему вести эскадрон на противника, засевшего в лесу за канавой. Вскочив в лес, врубился в ряды австрийцев. Наткнувшись на проволоку, приказал ее рубить, но пал сраженный еще двумя пулями в сердце и висок. Своей решительной и безумно смелой атакой обратил в бегство неприятельскую кавалерию.
Был похоронен в Павловске на городском кладбище (надгробие не сохранилось). В 1916 году мать братьев Панаевых была награждена знаком отличия Св. Ольги 2-й степени. Младший из братьев Платон (1884—1918) был старшим лейтенантом флота и погиб в 1918 году.

## Награды
- Орден Святой Анны 4-й ст. с надписью «за храбрость» (ВП 13.01.1906)
- Орден Святого Владимира 4-й ст. с мечами и бантом (ВП 10.03.1906)
- Орден Святого Станислава 3-й ст. с мечами и бантом (ВП 17.06.1907)
- Орден Святой Анны 3-й ст. с мечами и бантом (ВП 17.06.1907)
- Высочайшее благоволение «за отличное окончание курса Офицерской кавалерийской школы» (ВП 2.02.1910)
- Орден Святого Станислава 2-й ст. (ВП 21.03.1913)
- Орден Святого Георгия 4-й ст. (ВП 7.10.1914)